# Барбареньо
Барбареньо (Barbareño) — один из мёртвых чумашских языков, на котором раньше говорили в США. Имеет две разновидности: барбареньо и инесеньо, которые были распространёны в городе Санта-Барбара на юге штата Калифорния в США. Барбареньо тесно связан с инесеньо, который, возможно, был диалектом того языка. Барбареньо исчез в 1965 году в связи со смертью Мэри Йи (1897—1965).

## Вопросы классификации
Барбареньо принадлежит к чумашской семье языков, индейским языкам Северной Америки, к южной ветви, группе центральных чумашских языков. Все шесть языков чумашской семьи на данный момент являются вымершими. Вместе с барбареньо к группе центральных чумашских языков относят пурисименьо, инесеньо и вентуреньо.
Инсеньо и барбареньо возможно были диалектами одного языка.

## Лингвогеография / Современное положение

#### Ареал
Исконная территория народа чумаш простирается вдоль побережья Калифорнии от небольшого городка Сан-Луис-Обиспо на севере до Малибу на юге. Он простирается вглубь страны, гранича с долиной Сан-Хоакин. Сюда также входят Нормандские острова Санта-Барбара, три из которых были заселены круглый год: Санта-Крус, Санта-Роза и Сан-Мигель. На самом языке барбареньо говорили в современном округе Санта-Барбара, примерно на территории от пляжа Рефугио до Карпинтерии.

#### Социолингвистические сведения
Во второй половине 18-го века численность чумаш составляла примерно 10000-18000 человек. В 1990 на территории проживало 213 коренных жителей, но они уже не владели чумашскими языками. В 1965 году умер последний носитель языка Мэри Йи. С 2010 года предпринимаются попытки по возрождению языка. В деревне Вайшото Чумаш в Малибу, Калифорния была открыта языковая школа барбареньо.

#### Диалекты
Эмиградио— диалект языка барбареньо. На нём говорили в южной части Центральной долины.

## Письменность
Алфавит барбареньо состоит из 44 букв:
A a C c Cʼ cʼ Ch ch Č č Čʼ čʼ Čh čh E e H h I i Ɨ ɨ K k Kʼ kʼ Kh kh L l Lʼ lʼ M m Mʼ mʼ N n Nʼ nʼ O o P p Pʼ pʼ Ph ph Q q Qʼ qʼ Qh qh S s Sʼ sʼ Sh sh Š š Šʼ šʼ Šh šh T t Tʼ tʼ Th th U u W w Wʼ wʼ X x Xʼ xʼ Y y Yʼ yʼ ʔ

## Лингвистическая характеристика
Барбареньо — синтетический, агглютативный язык. Как у глаголов, так и у существительных в большей степени присутствует префиксация. Языку барбареньо характерно вершинное маркирование в предикации: грамматические показатели маркируются на глаголе и нет маркирования падежей в именной группе. Тип ролевой кодировки- директный. Нет канонических адлогов и прилагательных.

## Фонетика и фонология

#### Согласные
|                     |                  | Губные | Альвеолярные | Альвеолярные | Постальвеолярный/ Палатальный | Велярные | Увулярные | Глотальные |
| Обычные             | Шипящие          | Губные |              |              | Постальвеолярный/ Палатальный | Велярные | Увулярные | Глотальные |
| Взрывной/ Аффриката | обычные          | p      | t            | t͡s           | t͡ʃ                            | k        | q         | ʔ          |
| Взрывной/ Аффриката | эйективы         | pʼ     | tʼ           | t͡sʼ          | t͡ʃʼ                           | kʼ       | qʼ        | ʔ          |
| Взрывной/ Аффриката | придыхательные   |        | tʰ           | t͡sʰ          | t͡ʃʰ                           | kʰ       | qʰ        | ʔ          |
| Фрикативные         | обычные          |        |              | s            | ʃ                             | x        |           | h          |
| Фрикативные         | эйективы         |        |              | sʼ           | ʃʼ                            | xʼ       |           |            |
| Фрикативные         | придыхательные   |        |              | sʰ           | ʃʰ                            |          |           |            |
| Носовые             | обычные          | m      | n            |              |                               |          |           |            |
| Носовые             | глоттализованные | ˀm     | ˀn           |              |                               |          |           |            |
| Аппроксиманты       | обычные          |        | l            |              | j                             | w        |           |            |
| Аппроксиманты       | глоттализованные |        | ˀl           |              | ˀj                            | ˀw       |           |            |

#### Гласные
|         | Передние | Средние | Задние |
| Верхний | i        | ɨ       | u      |
| Средний | e        |         | o      |
| Нижний  |          | a       |        |

Слоговая структура: минимальная форма слога CV, максимальная — CCVC.

#### Ударение
В барбареньо есть два вида ударения: ударение, которое возникает на предпоследнем слоге, и ударение, возникающие на последнем. Обычно на предпоследнем слоге ударение появляется тогда, когда хотя бы один из двух последних слогов не заканчивается на согласный.
(1) ʔéneq ‘женщина’
Финальное ударение возникает, когда оба последних слога заканчиваются на согласный.
(2) sulkúw ‘ночь’
Финальное ударение также возникает, если слово заканчивается на глоттализованный согласный и когда последний слог начинается с придыхательного согласного.
(3) siqcʼíʔ ‘дождевые облака’
(4) tuhúy ‘лить’

#### Артикуляция двойных согласных
Если два идентичных или похожих по звучанию согласных стоят рядом и принадлежат одному слогу, то возникает придыхание. Например: ss→sʰ, sš→šʰ, kk→kʰ и kq→qʰ
(5) kqiliʔitaq→qʰiliʔitaq

#### Элизия
Начальные согласные /h/ и /ʔ/ часто отпадают в проклитиках и союзах. Например: hi- ~ i-, ʔi- ~ i-, hoʔ- ~ oʔ-.

## Типология

#### Тип (степень свободы) выражения грамматических значений
Барбареньо относится к синтетическим языкам: грамматические значения выражаются при помощи аффиксов.
(6) ʔi ʔalameKwelʼinwaš hiľuwúmʼu
ʔi ʔal-am-eqwel-ʔin-waš hi-l-ʔuwúmʼu
TOP STV-IDF-make-INST-PST DP-ART-food
'they made food out of it'
'Они сделали еду из этого'

#### Характер границы между морфемами
Барбареньо относится к агглютинативным языкам: слова языка состоят из нескольких морфем с чёткими границами. Каждый аффикс несёт в себе одно значение.
(7) hihoʔsxámʼin
hi-hoʔ-sxamʼin
DP-DIS-ocean
'of the ocean'

#### Локус маркирования в посессивной ИГ и предикации

##### Посессивная именная группа
Посессивной именной группе характерен зависимостный тип маркирования: маркер зависимости висит на посессоре, а обладаемое является вершинным элементом.
(8) husxonitšwáš hiphlolentínu…
hu-s-xonitč-wáš hi-phlolentínu
RM-3-mother-PST DP-Florentino
'Florentino’s late mother… '

##### Предикация
В предикации наблюдается вершинное маркирование. Все грамматические показатели маркируются на глаголе и нет маркирования падежей в именной группе.
(9) tšusámuw helku
ču-s-am-ʔuw he-l-ku
PURP-3-IDF-eat PRX-ART-person
'So that the people would eat'
'Чтобы люди ели'

#### Тип ролевой кодировки
Для барбареньо характерен директный тип ролевой кодировки: активный, статичный и пассивный актанты не противопоставляются и не маркируются.

##### Клауза с переходным глаголом
(10) himʼeka siysumišup hihoʔsiyyahyaʔ hihoʔlʼinʔinʼyuʔ
himʼeka s-iy-sumišup hi-hoʔ-s-iy-yah-yaʔ hi-hoʔ-l-ʔin-ʔinyu-ʔ
right.then 3-PL-lower DP-DIS-3-PL-R-arrow-EM DP-DIS-ART-R-Indian-EM
'Right then the Indians lowered their arrows'

##### Клауза с непереходным глаголом
(11) nonʼóʔ ʔaluškʼálʼ hiheʔskɨl ulšów
nonʼóʔ ʔal-uškʼál-ʔ hi-heʔ-skɨl hu-l-šów
very STV-strong-EM DP-PRX-juice RM-ART-tobacco
'The tobacco-juice is very strong'
(12) ʔikasʔshúy hiʔalsaʔkumíyuw hilku
ʔi-ka-s-ʔshúy hi-ʔa-lsaʔ-kumíyuw hi-l-ku
TOP-then-3-signify DP-STV-FUT-visit DP-ART-person
'It means that a person will visit'

#### Базовый порядок слов
Для языка барбареньо характерен базовый порядок слов VOS. Обычно предложение начинается с глагола, хотя ему могут предшествовать модификаторы, союзы и клитизированные связки.
(13) VERB OBJECT SUBJECT
nasʔúw ilkú ilxšap
na-s-ʔuw hi-l-ku hi-l-xšap
when-3-bite DP-ART-person DP-ART-rattlesnake
'When a rattlesnake bites a person' (Когда гремучая змея кусает человека)

## Морфология

#### Глагол
В барбареньо глагол полиморфный. Глагольная основа состоит из корня. Глагольный корень обычно имеет несколько префиксов и суффиксов.
| Примеры префиксов | --корень-- | Примеры суффиксов |
| ----------------- | ---------- | ----------------- |
| Subject pronouns  | --корень-- | Past tense -waš   |
| Stative ʔal-      | --корень-- | -pi ' at once'    |

#### Лицо и число
Прономинальные аффиксы показывают именительном-винительный паттерн. Данные аффиксы являются референциальными местоимениями. Префиксы указывают на субъект глагола, различая три лица (первое, второе и третье лицо) и четыре числа (единственное, двойственное, множественное и неопределенное)
| Person | Sg | Du    | Pl    | Indefinite |
| ------ | -- | ----- | ----- | ---------- |
| 1      | k- | k-iš- | k-iy- |            |
| 2      | p- | p-iš- | p-iy- |            |
| 3      | s- | s-iš- | s-iy- | s-am-      |

Местоименные суффиксы указывают на объект глагола, если объектом является первое, второе лицо или третье лицо не в единственном числе.
| Person | Sg  | Non-Sg |
| ------ | --- | ------ |
| 1      | -it | -iyuw  |
| 2      | -in | -iyuw  |
| 3      |     | -wun   |

##### Время
В барбареньо есть два грамматических времени: будущее и прошедшее. Будущее время обозначается приставкой sa?-. Прошедшее время формально обозначается суффиксом -waš. Может маркироваться как на глагольной группе, так и на именной. В барбареньо эти времена относительны. Таким образом, точкой отсчета будущего или прошедшего времени может быть либо момент речи, либо обсуждаемое время, как в повествовательной временной линии.
(14) Употребление прошедшего и будущего времен в контексте одного предложения
ʔiʔalsaʔaKšánwa``š ilpakú·wa`` š,
ʔi =ʔal-saʔ-aqšan-waš hi=l =pakuwaš
TOP=STV-FUT-die-PST DP=ART=old.man
'an old man was on the point of dying'
(старый мужчина был на грани смерти)

#### Существительное
Существительные в барбареньо обычно имеют разные виды клетки и аффиксов.
| Примеры проклитик и префиксов | --корень-- | Примеры суффиксов    |
| ----------------------------- | ---------- | -------------------- |
| Будущее время saʔ-            | --корень-- | Результативность -Vš |
| Артикль l-                    | --корень-- | Pl -wun              |

Аффиксы, обозначающие лицо и число посессора, становятся префиксами объекта. Они совпадают с прономинальными префиксами глаголов.
| Person | Sg | Du    | Pl    | Indefinite              |
| ------ | -- | ----- | ----- | ----------------------- |
| 1      | k- | k-iš- | k-iy- |                         |
| 2      | p- | p-iš- | p-iy- |                         |
| 3      | s- | s-iš- | s-iy- | am- (редко встречается) |

## Интересные факты
Чумашские языки известны своим слоговым сингармонизмом. Гармония свистящих звуков- феномен, при котором все свистящие звуки в слове имеют одинаковое место артикуляции. Прототипический гармония свистящих звуков в чумашском языке регрессивна, и все свистящие звуки в слове будут либо альвеолярными (s, c, čʼ или ch), либо небными (š, č, č или čh).
(15) s-iy-aqinwilič → šiyaqinwilič (они думают)
suluplupʼ-iwaš → šuluplupʼiwaš (бывший suluplupʼ (название места))

#### Список сокращений и пояснений
- C- согласный
- V- гласный
- TOP- топик
- DP- маркер зависимости
- ART- частица
- R — редупликант
- PST- прошедшее время
- FUT- будущее время
- STV- статив
- RM- (remote) маркер удаленности
- PRX- проксимал
- INST- инструментальный аппликатив
- DIS- (distal) маркер периферийности
- PURP- маркер цели
- EM-(emphatic) выразительность
- Sg- единственное число
- Du- двойственное число
- Pl- множественное число
- IDF- indefinite- неопределенное число
- Person- лицо
- 3- третье лицо
- Stem- корень
- Pronouns- местоимения